# 霍爾曼 (新墨西哥州)
霍爾曼（英語：Holman）是位於美國新墨西哥州莫拉縣的非建制地區。

## 歷史
霍爾曼的郵局自1894年營運至今。

## 地理
霍爾曼所處的海拔為高於海平面2305米（即7562英呎），而該地所採用的時區為UTC-7，即北美山地时区（MST）。同時該地設有夏令時間，為UTC-7調快一小時，即UTC-6（MDT）。